# Grigori Zinóviev
Grigori Yevséievich Zinóviev en ruso: Григо́рий Евсе́евич Зино́вьев, nombre real Hirsch Apfelbaum (Гирш Апфельбаум), también conocido como Ovséi-Gershon Arónovich Radomyslski, principal pseudónimo revolucionario Grigori, en privado Grisha), (Ucrania, Elizavetgrad (hoy Kropyvnytsky), 11 de septiembrejul./ 23 de septiembre de 1883greg. – Unión Soviética, Moscú, 25 de agosto de 1936) fue un revolucionario bolchevique y un político comunista ucraniano de origen judío. Fue amigo de Lenin y condenado al destierro y a la prisión. Después de la muerte de Lenin, formó el triunvirato directivo del Estado junto a Iósif Stalin y Lev Kámenev. El 25 de agosto de 1936, murió ejecutado junto a Kámenev por acusación de oposición a Stalin.
Uno de los dirigentes bolcheviques más destacados durante la Revolución de Octubre de 1917, fue un importante miembro del Politburó. Presidente del Comintern y uno de los principales competidores de Stalin por el control del Partido Comunista de la Unión Soviética tras la muerte de Lenin.

## Antes de la Revolución de 1917 (1901-1917)
Grigori Zinóviev nació en Elizavetgrad (actualmente Kropyvnytsky, Ucrania), en la gobernación de Jersón del Imperio ruso, el 23 de septiembre de 1883, en una familia judía de ganaderos productores de leche, quienes lo educaron en su hogar. Nunca asistió a la escuela.
A pesar de su falta de educación formal, logró emplearse en dos empresas como oficinista y, ya a finales de la década de 1890, se involucró en la organización de trabajadores en su ciudad natal.
Zinóviev se afilió al Partido Obrero Socialdemócrata de Rusia (POSDR) en 1901 y fue miembro de la facción bolchevique desde su creación en el II Congreso del POSDR en 1903. Huyendo de la policía, se exilió desde 1901 hasta 1905, regresando durante la revolución de 1905. De 1906 a 1908, participó en la organización de los obreros metalúrgicos de la capital, San Petersburgo.

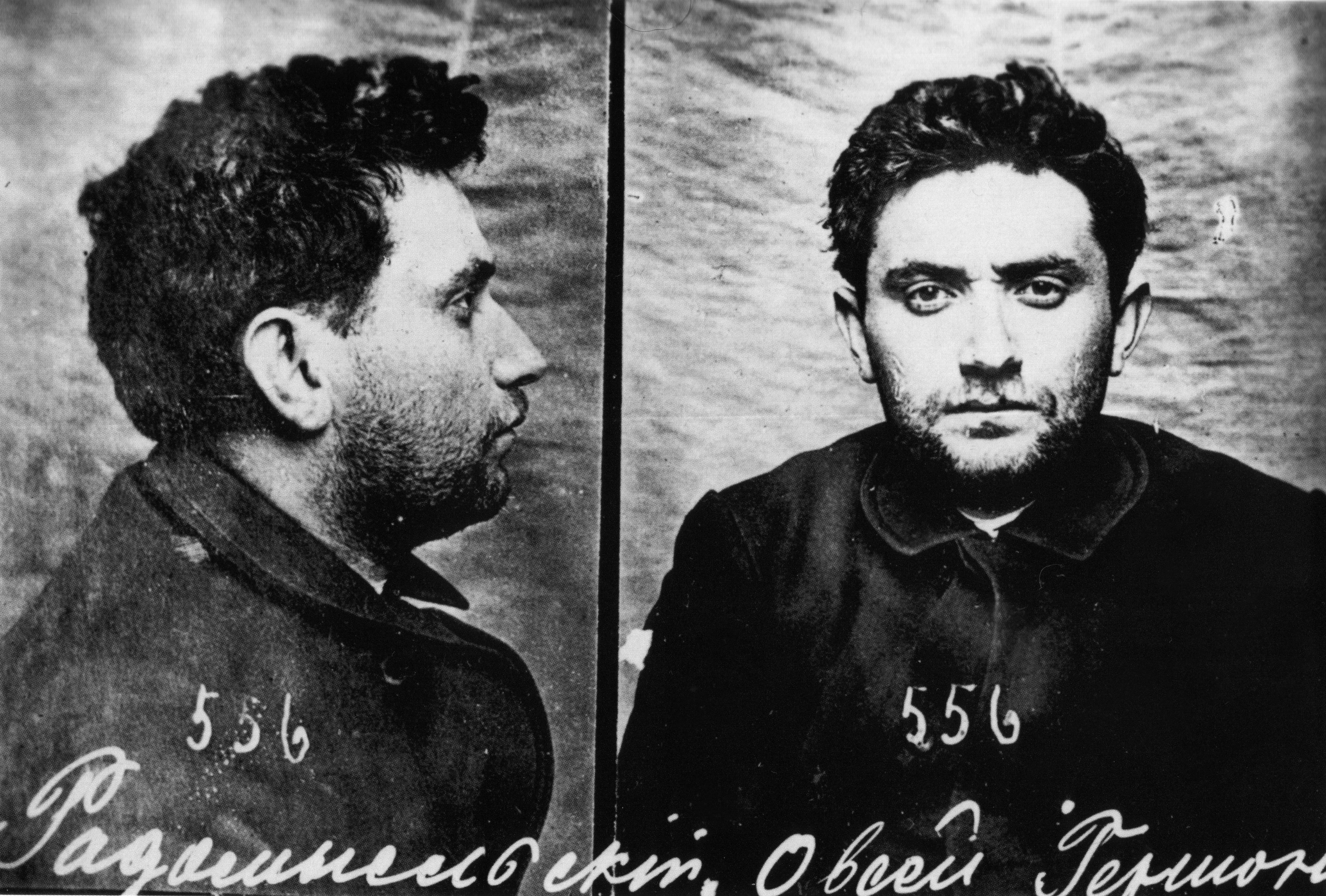
Fotografías del joven Zinóviev de su ficha policial, 1908.

Desde su ingreso en el partido y hasta la caída del Imperio ruso en la Revolución de Febrero de 1917, fue un destacado bolchevique y uno de los colaboradores más cercanos de Lenin, tanto en Rusia como en el extranjero, de acuerdo a las circunstancias. Elegido para el Comité Central del POSDR en 1907 durante el V Congreso del POSDR organizado en Londres por los bolcheviques, permaneció en él hasta su expulsión por Stalin en la década de 1920. Se puso al lado de Lenin cuando, en 1908, los bolcheviques se escindieron entre los partidarios de este y los seguidores de Aleksandr Bogdánov. Lenin lo mantuvo como un ayudante leal y representante de diversas organizaciones socialistas hasta 1917. Acompañó a Lenin casi sin interrupción en sus diversos lugares de residencia durante su exilio hasta el periodo revolucionario ruso de 1917.
Durante la Primera Guerra Mundial mantuvo una postura internacionalista, opuesta a la contienda.

## El periodo revolucionario: 1917

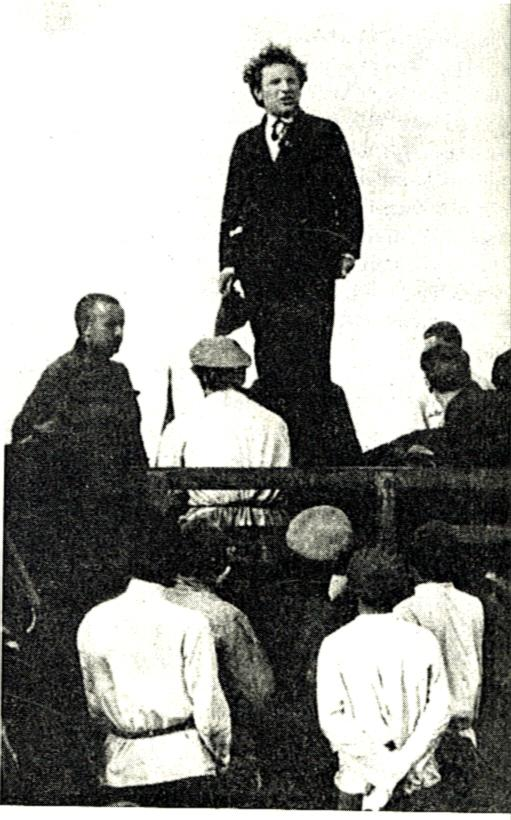
Zinóviev en público. Era famoso por sus encendidos discursos y artículos.

Zinóviev pasó la Primera Guerra Mundial en Suiza junto a Lenin y regresó a Rusia en 1917 en el tren secreto junto a este y otros revolucionarios opuestos a la guerra. El periodo interrevolucionario fue de grandes paradojas para Zinóviev. Tras la Revolución de Febrero de 1917 se contó, junto a Lenin, entre los más extremistas revolucionarios, manteniendo su defensa de la necesidad de transformar la guerra mundial en una guerra civil, en contraste con la postura más moderada de Lev Kámenev o Stalin. Nada más regresar, obtuvo importantes puestos en la dirección del partido y en sus publicaciones, dedicándose a dar encendidos discursos y escribir ardientes artículos, tareas en las que destacaba. Ingresó como editor de Pravda y destacado miembro de la delegación bolchevique en el Sóviet de Petrogrado.
Mucho más moderado que Lenin, aceptó con dudas sus Tesis de abril y se opuso a la ruptura con otros grupos socialistas, como defendía aquel. Zinóviev, convencido de la debilidad de los bolcheviques si quedaban aislados por su radicalismo, favorecía la cooperación. En la conferencia del partido en el mismo mes fue elegido, junto con otros moderados como Kámenev, Vladímir Miliutin o Víktor Noguín, como miembro del comité central.
Su voto en el comité central fue decisivo para anular la marcha a favor del traspaso del poder a los sóviets (consejos) y el derrocamiento del Gobierno Provisional Ruso prevista para el 10 de juniojul./ 23 de juniogreg.. Zinóviev consideraba que los bolcheviques estaban aún mal organizados para llevar a cabo tal acción. Poco después, trató de oponerse a las Jornadas de Julio, tratando de impedir las acciones de los exaltados, que consideraba prematuras. Sólo apoyó las manifestaciones en el último momento, como Trotski, para tratar de controlarlas. Junto a Lenin, fue forzado a la clandestinidad después de un fallido intento golpista en julio de 1917. Fue uno de los bolcheviques acusados por el Gobierno de trabajar para los alemanes. Separado de Lenin a finales de verano y regresado a la capital, siguió disintiendo en su valoración de la situación: mientras Lenin presionaba para que el partido realizase acciones radicales, Zinóviev aconsejaba prudencia e indicaba la fuerza de los contrarrevolucionarios. Tras el fallido golpe de Kornílov, auguró el fracaso de cualquier levantamiento revolucionario, oponiéndose a cualquier intento de tomar el poder. Propugnó la alianza con las demás fuerzas revolucionarias para defenderse del ataque de las fuerzas contrarrevolucionarias, que pensaba que estas preparaban.
En el otoño, sus diferencias se agudizaron, exigiendo Lenin la toma inmediata del poder, a lo que Zinóviev se opuso, aduciendo que únicamente causaría la represión por los contrarrevolucionarios. Abogó, por el contrario, por el establecimiento de una alianza con mencheviques y socialrevolucionarios en el Sóviet de Petrogrado, para reforzar la base que apoyase el cambio revolucionario. Junto con Kámenev, llevó a cabo una intensa campaña contra la insurrección armada, a pesar de seguir en busca y captura.
El 10 de octubrejul./ 23 de octubregreg., él y Lev Kámenev fueron los únicos dos miembros del Comité Central que votaron en contra de Lenin acerca de su propuesta de acción armada. Arguyeron que el partido carecía del poder suficiente para tomarlo por las armas y mantenerse en él. Se opuso activamente, junto con Kámenev, a los preparativos para el golpe de Estado, que consideraba fracasaría y perjudicaría hondamente al partido. Participó finalmente, sin embargo, en la Revolución de Octubre, siendo uno de los dirigentes bolcheviques que presidieron el Segundo Congreso de los Soviets que se celebró simultáneamente a la toma del poder por el partido, relevando a la antigua presidencia socialrevolucionaria y menchevique, en su primera aparición pública desde julio.
Incluso tras el triunfo del golpe de Estado, Zinóviev continuó trabajando para lograr un acuerdo con otros grupos socialistas. Lenin se enfureció y pidió nuevamente la expulsión de ambos miembros del partido, como ya había hecho pocos días antes de la Revolución por su insistente y pública oposición al golpe contra el Gobierno Provisional Ruso.
El 29 de octubrejul./ 11 de noviembre de 1917greg., inmediatamente después de la toma de poder por los bolcheviques durante la Revolución de Octubre, el comité ejecutivo del sindicato nacional del ferrocarril, Vikzhel, amenazó con un golpe nacional a menos que los bolcheviques compartieran el poder con otros partidos socialistas y sacaran a Lenin y Lev Trotski del gobierno. Zinóviev, Kámenev y sus aliados en el Comité Central Bolchevique argumentaron que los bolcheviques no tenían elección a excepción de comenzar negociaciones ya que un ataque al ferrocarril podría mermar la habilidad de su gobierno para combatir a las fuerzas que aún eran leales al derribado Gobierno Provisional. Aunque Zinóviev y Kámenev tuvieron de forma breve el apoyo de una mayoría del Comité Central y las negociaciones comenzaron, un rápido hundimiento de las fuerzas antibolcheviques a las afueras de Petrogrado permitió a Lenin y Trotski convencer al Comité Central del abandono del proceso de negociación. En respuesta y ante el ultimátum de Lenin para que abandonasen su postura y se sometiesen a la mayoría, Zinóviev, Kámenev, Alekséi Rýkov, Vladímir Miliutin y Víktor Noguín dimitieron del Comité Central el 4 de noviembrejul./ 17 de noviembre de 1917greg.. Al día siguiente Lenin escribió una proclama llamando a Zinóviev y Kámenev "desertores" y jamás olvidó su conducta, haciendo finalmente una referencia de forma ambigua al «episodio de Octubre» en su Testamento. Zinóviev finalmente acató la disciplina de partido el 3 de diciembre, retomando sus puestos en la dirección. Kámenev y otros de sus compañeros regresaron también a sus puestos por las mismas fechas, poco después del acuerdo con los socialrevolucionarios de izquierda que hizo que estos entrasen en el Gobierno. A mediados de diciembre, comenzó a presidir el comité ejecutivo del Sóviet de Petrogrado y su presídium, cargos que mantuvo hasta 1925.
Este fue un punto decisivo en la carrera de Zinóviev y durante los próximos 5 años fue Trotski y no Zinóviev quien fue el número dos del Partido Bolchevique. Zinóviev, hombre ambicioso, no aceptó su degradación e hizo mucho para minar la posición de Trotski dentro del Partido entre 1918 y 1925.

## La Guerra Civil (1918-1920)

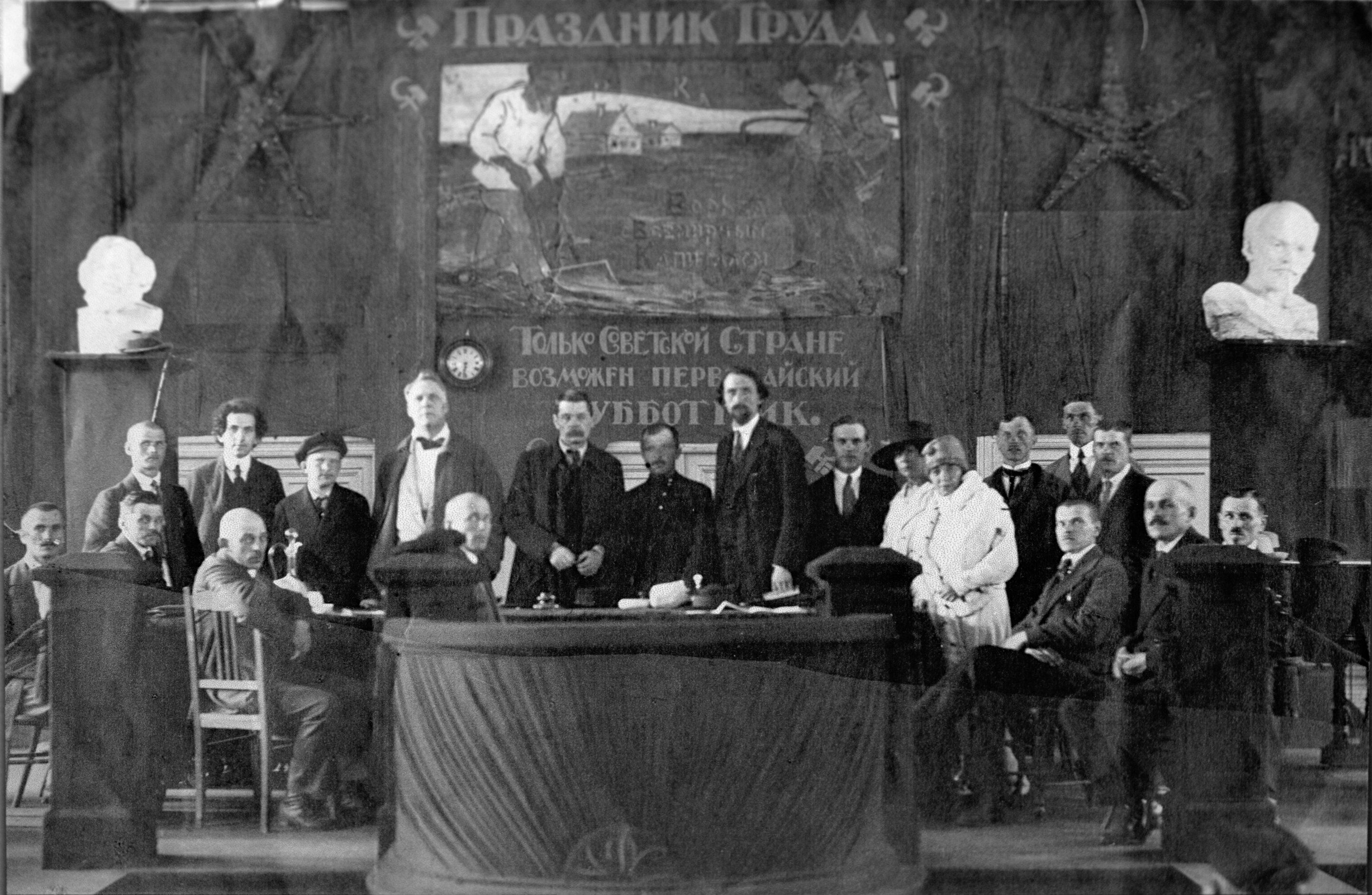
Zinóviev, de pie, tercero por la izquierda, en una celebración del Primero de Mayo de 1920, junto a Gorki (centro, sexto en pie por la izda.).

El 22 de febrero de 1918, convocó la reunión del Sóviet de Petrogrado en la que se debía decidir qué postura tomar ante el ultimátum de los Imperios Centrales, aconsejando la aceptación de la postura de Lenin y Trotski de asumir las exigencias presentadas, enfrentándose a los representantes de la corriente comunista de izquierda, que abogaban por la guerra revolucionaria. A pesar de las simpatías de la mayoría de delegados bolcheviques por la oposición a las demandas alemanas, Zinóviev logró su respaldo, vinculante para todos los delegados del partido. El Sóviet en conjunto aprobó finalmente la postura del Gobierno.
A finales de febrero de 1918, marchó a Moscú para coordinar el traslado de la capital y del Consejo de Comisarios del Pueblo (Sovnarkom) de Petrogrado a esta ciudad, que se desmintió hasta el último momento para no causar el pánico en la capital.
Defendió las primeras persecuciones de la Cheka en 1918, aunque le disgustó su descontrol y la escasa información sobre las personas que detenía y ejecutaba, en ocasiones bolcheviques. A pesar de lo perjudicial para el Gobierno de la persecución de burgueses esenciales para algunos servicios, como técnicos especializados o médicos, Zinóviev defendió públicamente el 17 de septiembre la necesidad del terror como medida contra el terror contrarrevolucionario en medio de la guerra civil.
Zinóviev pronto volvió al redil y fue una vez más elegido para el Comité Central en el VII Congreso del Partido el 8 de marzo de 1918. Fue puesto a cargo de la ciudad y del gobierno regional de Petrogrado (nombre anterior de San Petersburgo hasta 1914, Leningrado entre 1924-1991). Se convirtió en miembro sin derecho a voto del Politburó cuando fue creado después del VIII Congreso el 25 de marzo de 1919. También fue nombrado presidente del Comintern en el momento de su creación en marzo de 1919.
Zinóviev fue responsable de la defensa de Petrogrado durante dos periodos de intensos encuentros con fuerzas blancas en 1919. Trotski, quien estaba a cargo del total del Ejército Rojo durante la guerra civil rusa, valoraba poco el liderazgo de Zinóviev, lo cual agravó su ya tirante relación.

## Ascenso a la cima (1921-1923)

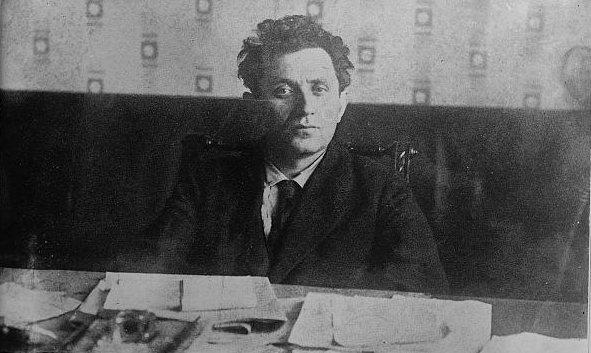
Zinóviev, presidente del Sóviet de Petrogrado, en 1921.

Zinóviev fue una de las más importantes figuras de la Unión Soviética durante los años finales de Lenin (1922-1923) e incluso más después de su muerte en enero de 1924. Entregó los informes del Comité Central al XII y XIII congreso del partido en 1923 y 1924, respectivamente, algo que solía hacer Lenin. Fue también considerado como uno de los líderes ideológicos del partido. Como cabeza de la Comintern, a Zinóviev le podía corresponder cierta culpa por el fracaso de las revueltas comunistas en Alemania después de la Primera Guerra Mundial, por lo que prefirió transferir la responsabilidad a Karl Radek.[cita requerida]

## Con Stalin y Kámenev contra Trotski (1923-1924)

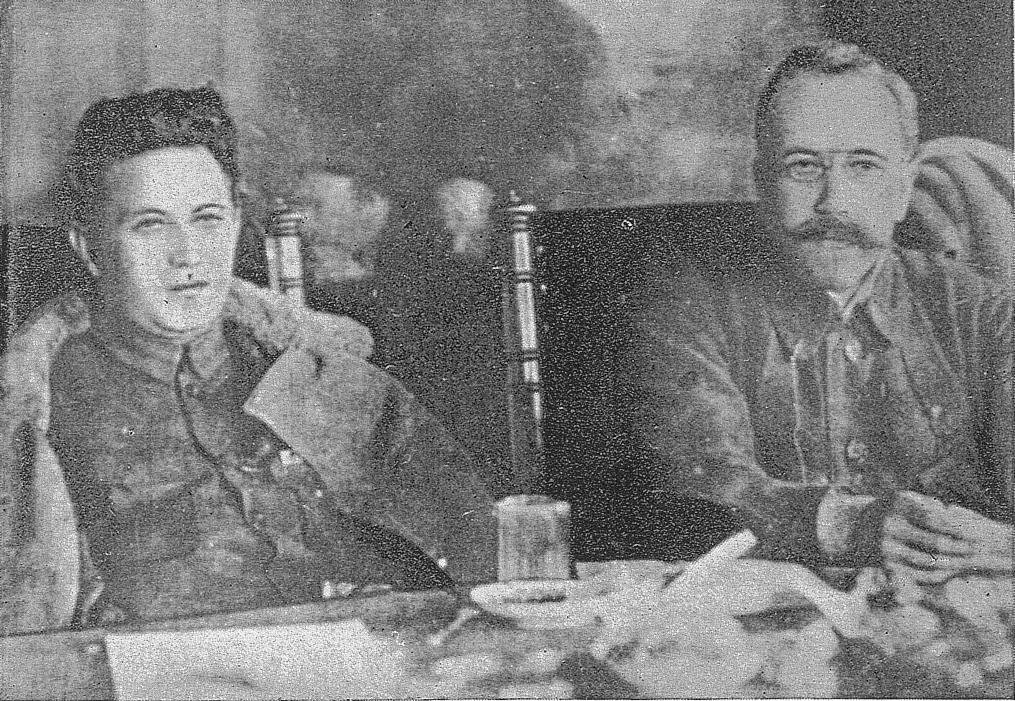
Zinóviev, sentado junto a Kámenev (derecha).

Zinóviev, con su cercana relación con Kámenev y Stalin, formó un triunvirato de poder en el Partido Comunista, desempeñando un papel fundamental en la marginalización de Lev Trotski desde 1922. El triunvirato manejó cuidadosamente los debates interinos del partido y delegó el proceso de selección en el fallo de 1923 durante la Conferencia XIII del partido y aseguró una vasta mayoría de los puestos.
La conferencia, sostenida en enero de 1924 inmediatamente después de la muerte de Lenin, denunció a Trotski y al "trotskismo", un término de reciente creación por aquel entonces. Algunos de los simpatizantes de Trotski fueron degradados o reasignados ante su derrota, mientras que el poder e influencia de Zinóviev parecían estar en su cenit. Sin embargo, como consecuencia de los eventos, su poder real estaba limitado al conglomerado del partido de Petrogrado, mientras que el resto de los miembros del partido comunista estaban bajo el control de Stalin.
Después de la derrota de Trotski en la Conferencia XIII, la tensión entre Zinóviev y Kámenev por un lado y Stalin por el otro llegaron a ser más abiertas y amenazantes con lo que dio fin a su frágil alianza. Sin embargo, cuando Trotski publicó «Lecciones de Octubre» a finales de 1924, describió la oposición de Kámenev y Zinóviev a la toma del poder en 1917, algo que los dos habían preferido callar. Esto dio inicio a una nueva disputa dentro del partido con Zinóviev y Kámenev una vez más aliados a Stalin en contra de Trotski. Estos y sus simpatizantes acusaron a Trotski de varios errores durante la guerra civil rusa dañando su imagen militar por lo que fue forzado a renunciar al puesto de Comisario del Pueblo de Asuntos Militares y Navales y jefe del Sóviet Militar Revolucionario en enero de 1925. Zinóviev, junto con Kámenev, pidió la expulsión de Trotski del partido, pero Stalin se negó, presentándose así como moderado.

## Ruptura con Stalin (1925)

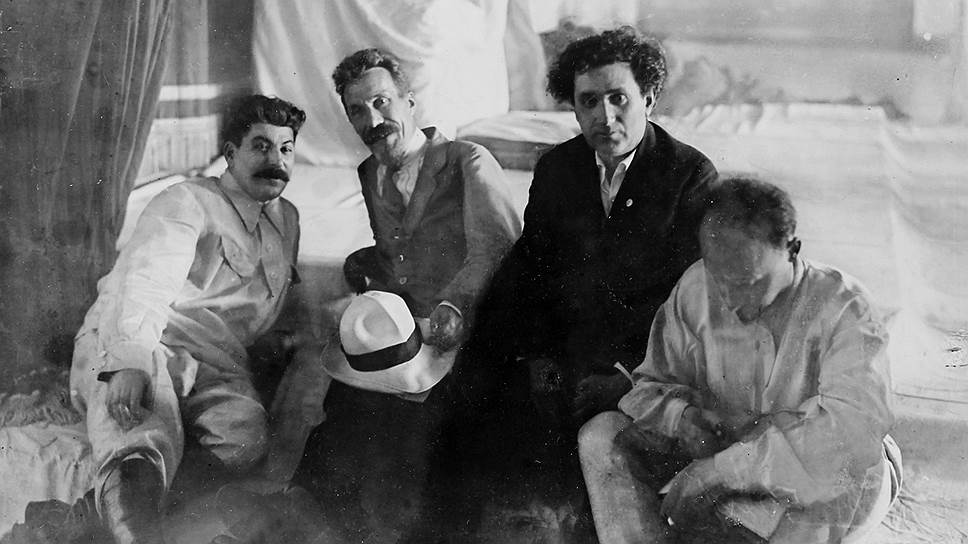
Joseph Stalin, Alexéi Rykov, Grigory Zinóviev, Nikolai Bujarin.

Con Trotski finalmente en el banquillo, el triunvirato Zinóviev-Kámenev-Stalin comenzó a desvanecerse a principios de 1925. Ambas partes pasaron la mayoría del año buscando apoyos entre bastidores. Stalin consiguió una alianza con el teórico del Partido Comunista y editor del Pravda, Nikolái Bujarin, y el primer ministro soviético Alekséi Rýkov. Zinóviev y Kámenev se aliaron con la viuda de Lenin, Nadezhda Krúpskaya, y Grigori Sokólnikov, el comisario del pueblo de Finanzas y miembro sin derecho a voto del Politburó.
Tras respaldar las medidas a favor del mantenimiento de la Nueva Política Económica (NEP) aprobadas en la XIV conferencia del partido en abril de 1925 que debían mejorar las condiciones del campesinado y favorecer el aumento de la producción agrícola, en el verano Zinóviev cambió de postura, criticando la política agraria como favorable a los kuláks y argumentando, con numerosas citas a Lenin, que la NEP había sido poco más que una estrategia temporal, más para retomar la iniciativa política que por interés en la controversia entre partidarios y opositores a la NPE. Criticada por Krúpskaya y el ala izquierda del partido, el asunto servía a Zinóviev y Kámenev para enfrentarse a la dirección del partido, acusándolo de desviarse de la ortodoxia leninista. Más moderado en su apoyo a la NEP que Bujarin, su principal defensor, Stalin se alió no obstante con este en contra de los críticos como Zinóviev. En el enfrentamiento con la fracción de Zinóviev y Kámenev, Stalin pudo contar con el apoyo del presidente del Gobierno, Alekséi Rýkov, de origen campesino y de Mijaíl Tomski, cabeza de los sindicatos, logrando, gracias además a la falta de apoyo de Trotski, la mayoría en el politburó. En octubre, la reunión del comité central decidió posponer una vez más el XIV congreso, dando tiempo a Stalin para asegurar su control de la organización del partido.
Stalin trató de minar el poder de Zinóviev en el Comintern, que presidía, utilizando para ello a Dmitri Manuilski, a quien logró nombrar como ayudante aparente de Zinóviev. A comienzos de 1926, Zinóviev apenas conservaba la presidencia del organismo de manera formal, que perdió a finales de año. Los primeros intentos de debilitar el control de Zinóviev de la organización del partido en Leningrado, por el contrario, fracasaron. Zinóviev se encargó de expulsar a los cargos favorables a la mayoría del Politburó de la organización del partido en Leningrado. El enfrentamiento entre la mayoría del Politburó y la minoría encabezada por Zinóviev se agudizó en el otoño, con el intercambio de acusaciones mutuas, incluyendo la del asesinato por Stalin de Mijaíl Frunze, comisario de Defensa que había muerto durante una operación de cirugía aconsejada por el Politburó y que había supuesto el nombramiento al frente de la comisaría al candidato de Stalin, Kliment Voroshílov.
El desenlace llegó en el XIV Congreso del Partido en diciembre del mismo año. Con sólo la delegación de Leningrado apoyándoles, Zinóviev y Kámenev se encontraron en pequeña minoría (559 votos a favor de la mayoría frente a 65 en contra). Zinóviev, que había rechazado un acuerdo propuesto por Stalin antes el congreso, apareció como culpable de la ruptura entre los bandos y fue acusado de «faccionalismo» por insistir en presentar un informe por parte de su grupo acusando a la mayoría de diversos errores (apoyo a los kuláks, implantación de un capitalismo de Estado, abandono del internacionalismo, debilitamiento de la democracia interna...). Zinóviev fue reelegido para el Politburó, pero su aliado Kámenev fue degradado de miembro completo a miembro sin derecho a voto, y Sokólnikov también cayó, mientras que Stalin tuvo más aliados suyos elegidos para el Politburó, que pasó de siete a nueve miembros.
El 5 de enero de 1926, un grupo de partidarios de la mayoría en el Politburó acudió a Leningrado, logrando el apoyo de las organizaciones de base y purgando la organización local del partido. Stalin le arrebató el control de la organización y gobierno del partido en Leningrado a Zinóviev, siendo destituido este último de todos los puestos regionales.

## Con Trotski contra Stalin (1926-1927)
Durante una tregua en la lucha en el partido en la primavera de 1926, Zinóviev, Kámenev y sus partidarios se encontraron próximos a los de Trotski y ambos grupos pronto formaron una alianza, que también comprendía algunos pequeños grupos de oposición dentro del Partido Comunista. La alianza fue conocida como la Oposición Unificada. En mayo de 1926, Stalin, sopesando sus opciones en una carta a Viacheslav Mólotov, dirigió a sus partidarios para concentrar sus ataques en Zinóviev ya que este último estaba profundamente familiarizado con los métodos de Stalin de su época juntos en el triunvirato. Siguiendo las órdenes de Stalin, sus partidarios acusaron a Zinóviev de usar el aparato del Comintern para dar apoyo a actividades faccionarias (el «escándalo Lashévich») y Zinóviev fue destituido del Politburó tras un tumultuoso encuentro del Comité Central en julio de 1926. En poco tiempo a partir de entonces, la oficina del presidente del Comintern fue abolida y Zinóviev perdió su último puesto importante.
Zinóviev permaneció en oposición a Stalin durante todo 1926 y 1927, dando como resultado su expulsión del Comité Central en octubre de 1927. Cuando la Oposición Unida intentó organizar manifestaciones independientes conmemorando el 10.º aniversario de la toma de poder por los bolcheviques en noviembre de 1927, los manifestantes fueron dispersados por la fuerza y Zinóviev y Trotski fueron expulsados del Partido Comunista el 12 de noviembre. Sus principales seguidores, desde Kámenev hacia abajo, fueron expulsados en diciembre de 1927 en el XV Congreso del Partido, lo cual preparó el terreno para las expulsiones en masa de los opositores de rango y fila, así como también exilio interno de los líderes de oposición a principios de 1928.

## Sumisión a Stalin (1928-1934)
Mientras que Trotski permaneció firme en su oposición a Stalin tras su expulsión del Partido y el subsiguiente exilio, Zinóviev y Kámenev capitularon casi inmediatamente y llamaron a sus partidarios a seguir su ejemplo. Escribieron cartas abiertas reconociendo sus errores y fueron readmitidos al Partido Comunista después de un período de reflexión de seis meses. Nunca recuperaron sus asientos en el Comité Central, pero les fueron dadas posiciones de nivel medio dentro de la burocracia soviética. Kámenev e, indirectamente, Zinóviev, se relacionaron con Bujarin, al comienzo de su corta y desdichada lucha con Stalin, en el verano de 1928, algo de lo que fue rápidamente informado Stalin y usado contra Bujarin como prueba de su faccionalismo.
Zinóviev y Kámenev permanecieron políticamente inactivos hasta octubre de 1932 cuando fueron expulsados del Partido Comunista por no informar de miembros del partido opositores durante el Affair Riutin. Después de que una vez más admitieran sus supuestos errores, fueron readmitidos en diciembre de 1933. Fueron obligados a dar discursos autoflagelantes en el XVII Congreso del Partido en enero de 1934 cuando Stalin pasaba revista a los que una vez fueron sus oponentes políticos, ahora vencidos y aparentemente contritos.

## Procesos de Moscú (1935-1936)

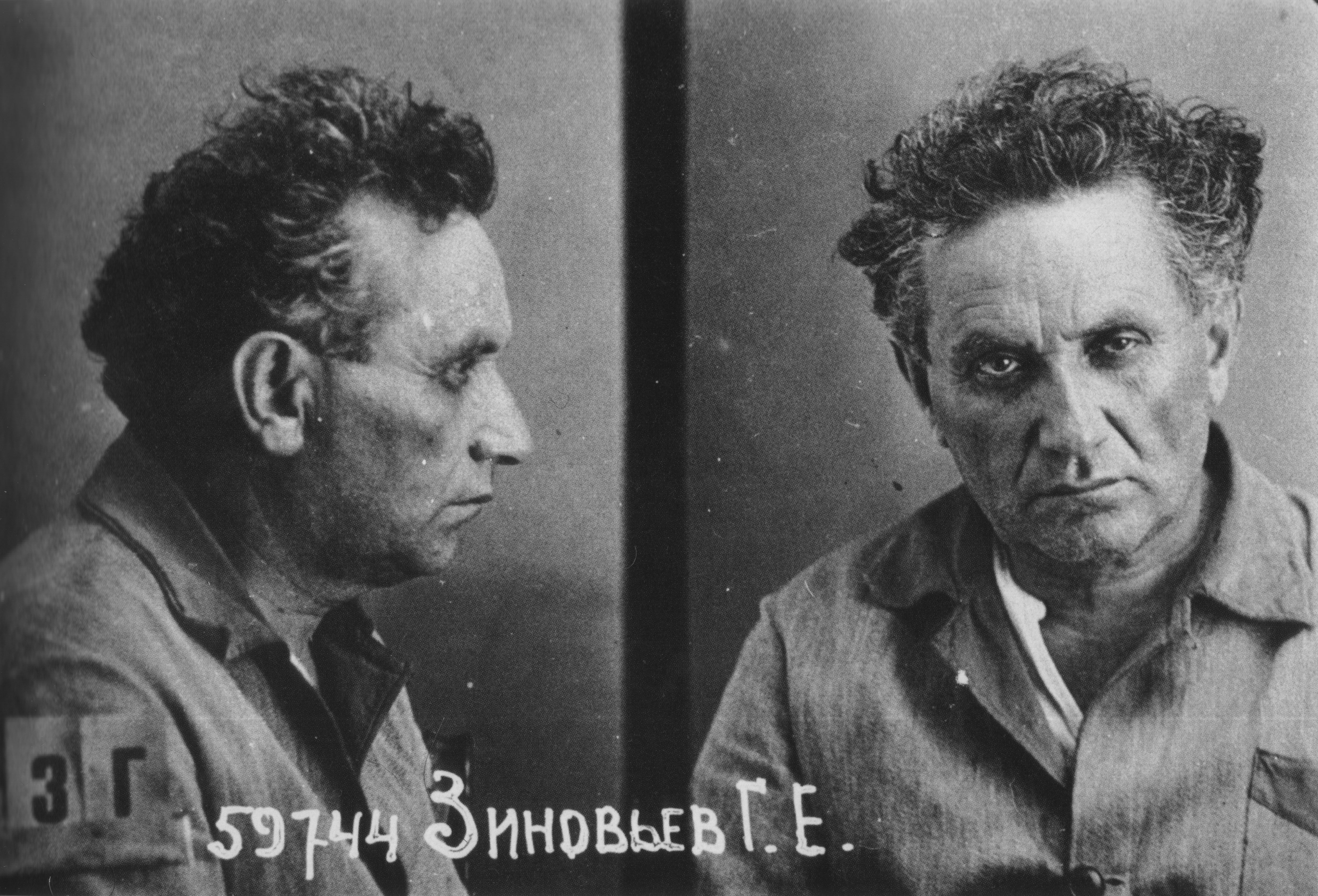
Fotografías de la ficha de Zinóviev tomadas por el NKVD tras su arresto en 1936.

Tras el asesinato de Kírov el 1 de diciembre de 1934, con el cual comenzó la Gran Purga de Stalin, Zinóviev, Kámenev y sus más cercanos colaboradores fueron una vez más expulsados del Partido Comunista y arrestados el 16 de diciembre de 1934, acusados de tener relación con el magnicidio. Zinóviev, al enterarse de la detención de varios antiguos colaboradores, había redactado una carta mostrando su preocupación y solicitando comparecer para aclarar su absoluta inocencia a Yagoda, pero Kámenev lo había disuadido de enviarla.
Tras ser exculpados por falta de pruebas el 20 de diciembre de 1934, Zinóviev, Kámenev y el resto de detenidos en diciembre fueron juzgados en enero de 1935 (tras el anuncio del descubrimiento de nuevas pruebas), a pesar de no haber sido acusados más que de cierta influencia en los acusados del asesinato durante el juicio, que tuvo lugar a finales de diciembre. Fueron forzados a admitir "complicidad moral" en el asesinato de Kírov. Zinóviev fue sentenciado a 10 años de prisión y sus partidarios a penas de distintas duraciones.
En agosto de 1936, después de meses de cuidadosas preparaciones y un ensayo general en las prisiones de la NKVD, policía secreta soviética, Zinóviev, Kámenev y otros 14, la mayoría bolcheviques, fueron juzgados de nuevo. Esta vez los cargos incluían la formación de una organización terrorista que asesinó a Kírov e intento asesinar a Iósif Stalin y otros líderes del gobierno soviético. Este juicio del "Centro Terrorista Trotskiano-Zinóvieviano" fue el primer juicio de Moscú y sentó las bases para los siguientes juicios. Como los otros acusados, Zinóviev fue encontrado culpable y ejecutado el 25 de agosto de 1936. La ejecución de Zinóviev, Kámenev y sus asociados rompió un tabú importante: ningún antiguo bolchevique, y mucho menos unos tan importantes, había sido ejecutado por el gobierno de Stalin hasta entonces. Prepararon el terreno para los arrestos y ejecuciones en masa de los bolcheviques en 1937-1938.
Zinóviev y el resto de acusados, fueron formalmente absueltos de todos los cargos por el gobierno soviético en 1988 durante la perestroika promovida por Mijaíl Gorbachov. Zinóviev tiene varios parientes con vida, la mayoría de ellos viven en los Estados Unidos, incluyendo la familia Krenitsyn.

## La «Carta Zinóviev»
Zinóviev es recordado en Gran Bretaña como el autor putativo de la «Carta Zinóviev» la cual causó sensación cuando se publicó en 25 de octubre de 1924, cuatro días antes de unas elecciones generales. La carta era una llamada a los comunistas británicos a prepararse para la revolución. Ahora es generalmente aceptado que fue un fraude.